# Phyllothallia
Phyllothallia, rod jetrenjarki smješten u vlastitu porodicu Phyllothalliaceae, jedini u podredu Phyllothalliineae dio reda Pallaviciniales.
Rod je opisan 1964. a pripadaju mu dvijre vrste, jedna s Novog Zelanda, i druga iz Argentine, Čilea i Otočja Antipodes

## Vrste
1. Phyllothallia fuegiana R.M. Schust.; Čile, Argentina
2. Phyllothallia nivicola E.A. Hodgs.; Novi Zeland